# Cruel Intentions (serie televisiva)
Cruel Intentions è una serie televisiva statunitense creata da Phoebe Fisher e Sara Goodman e prodotta da Original Film, Sony Pictures Television e Amazon MGM Studios per Amazon Prime Video e basata sul film Cruel Intentions - Prima regola non innamorarsi del 1999 di Roger Kumble, che a sua volta era una rivisitazione in chiave moderna del romanzo Les Liaisons Dangereuses di Pierre Choderlos de Laclos del 1782.
La serie, ambientata in un college di Washington, tra studenti ricchi, segue le vicende di due fratellastri manipolatori pronti a tutto pur di mantenere il loro status. Il cast è composto da Sarah Catherine Hook, Zac Burgess e Savannah Lee Smith.
Dopo vari progetti di adattamento del film Cruel Intentions,  Amazon ha annunciato lo sviluppo di un nuovo progetto per Amazon Freevee nel 2021, con il ritorno di Neal H. Moritz (produttore del film) come produttore esecutivo.
La serie è stata approvata nell'aprile 2023 e trasferita su Prime Video alcuni mesi dopo. Le riprese si sono svolte a Toronto e sono iniziate nel giugno 2023.

## Trama
Caroline Merteuil e Lucien Belmont sono due ricchi fratellastri che frequentano il Manchester College e fanno parte delle più prestigiose confraternite universitarie. Dopo il suicidio della madre di Lucien, quando lui aveva dodici anni, il padre ha sposato la madre di Caroline, ma i due sono legati da un rapporto morboso, infatti Lucien conduce una sorta di rito di iniziazione sulle ragazze che desiderano fare parte della sorellanza presieduta da Caroline: fa sesso con loro riprendendo tutto con la videocamera del cellulare e invia i filmati alla sorellastra.
I problemi nascono quando Caroline chiede a Lucien di sedurre Annie Grover, ragazza ricca e figlia del vicepresidente degli Stati Uniti per convincerla a entrare nella sorellanza che in tal modo acquisterà un maggiore prestigio. Lucien però si invaghisce di Annie e, pur avendo fatto l'amore con lei, rifiuta di consegnare il video alla sorella che, per vendicarsi, lo scredita agli occhi di Annie diffondendo gli altri video girati dal fratello. 
Lucien ha bisogno di prendersi la rivincita, seduce quindi la sua matrigna e invia il video a Caroline.